# Fritz-Pregl-Preis

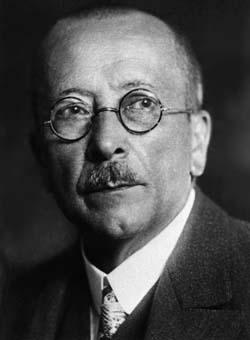
Chemie-Nobelpreisträger Fritz Pregl

Der Fritz-Pregl-Preis (Eigenschreibung: Fritz Pregl-Preis) war eine Auszeichnung, die zwischen 1931 und 2006 von der Österreichischen Akademie der Wissenschaften aus dem Vermögen des Nobelpreisträgers Fritz Pregl an einen österreichischen Wissenschaftler verliehen wurde. Prämiert wurde eine wissenschaftliche Arbeit, deren Durchführung und Vollendung nur durch meisterhafte Beherrschung der „Methoden der Mikrochemie“ möglich war. 
Die Preisvergabe musste letztlich aufgrund der finanziellen Situation der Stiftung eingestellt werden.
Es gibt auch eine Fritz-Pregl-Medaille der Österreichischen Gesellschaft für Analytische Chemie.

## Preisträger
- 1931 – Fritz Feigl
- 1932 – Moritz Niessner
- 1933 – Anton Benedetti-Pichler
- 1934 – Ludwig Kofler
- 1935 – Edgar Schally
- 1936 – Franz Vieböck
- 1937 – Max Haitinger
- 1938 – Friedrich Hecht
- 1939 – Josef Pirsch
- 1941 – Josef Unterzaucher
- 1942 – Julius Donau
- 1943 – Karl Bürger
- 1947 – Heinz Holter
- 1950 – Hans Lieb
- 1951 – Ernst Wiesen
- 1952 – Georg Gorbach
- 1953 – Ernst Abrahamczik
- 1954 – Adelheid Kofler
- 1955 – Engelbert Broda
- 1956 – Heribert Michl
- 1957 – Herbert Ballczo
- 1958 – Friedrich Kuffner
- 1959 – Gerald Kainz
- 1960 – Hubert Roth
- 1961 – Hans Spitzy
- 1962 – Gerhard Billek
- 1963 – Michael Zacherl
- 1964 – Robert Fischer
- 1965 – Hanns Malissa
- 1966 – Johann Korkisch
- 1967 – Herbert Weisz
- 1969 – Vinzenz Anger
- 1970 – Helmut Trutnovsky
- 1971 – Theodor Leipert
- 1972 – Maria Kuhnert-Brandstätter
- 1973 – Wolfgang Kiesl
- 1974 – Hans Leopold
- 1975 – Erik Lassner
- 1976 – Herbert Sorantin
- 1977 – Robert Kellner
- 1979 – Gottfried Machata
- 1981 – Manfred Grasserbauer
- 1984 – Alexej Nikiforov
- 1986 – Wolfhard Wegscheider
- 1988 – Karl Winsauer
- 1990 – Wolfgang Merz
- 1992 – Hans Malissa
- 1995 – Hans Puxbaum
- 1996 – Ernst Kenndler
- 1998 – Wolfgang Buchberger
- 2000 – Gerhard Sontag
- 2002 – Bernhard Lendl
- 2004 – Erwin Rosenberg und Leopold Jirovetz
- 2006 – Michael Lämmerhofer und Michael Oberhuber